# مک‌کسان

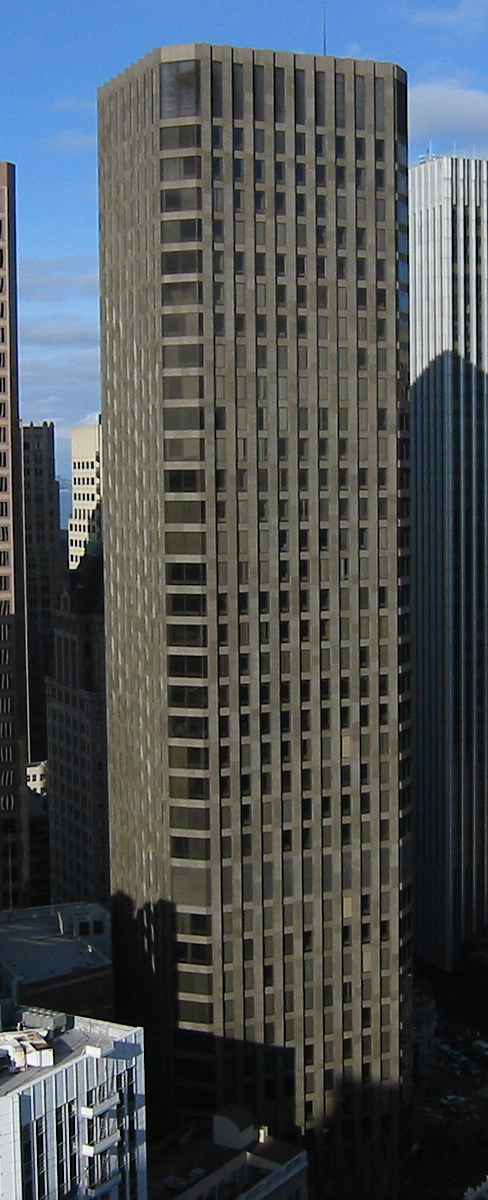
ساختمان مک‌کسون کورپوریشن، شعبه شهر سان فرانسیسکو

مک‌کسان (به انگلیسی: McKesson) شرکت آمریکایی توزیع دارو در سطح عمده و ارائه فناوری اطلاعات پزشکی، ابزارهای مراقبت و تجهیزات پزشکی می‌باشد. این شرکت بزرگ‌ترین شرکت توزیع دارو در جهان می‌باشد.
شرکت مک‌کسان، در ایالات متحده در زمینه توزیع سیستم‌های مراقبت بهداشتی، منابع پزشکی و محصولات دارویی فعالیت می‌کند.
مک‌کسان کورپوریشن در فهرست فورچون جهانی ۵۰۰ بوده، همچنین در فهرست بزرگ‌ترین شرکت‌های ایالات متحده، در رتبه ۱۴ قرار دارد.
این کمپانی در سال ۱۸۳۳ بنام شرکت اُلکوت & مک‌کسان Olcott & McKesson توسط چارلز اُلکوت و جان مک‌کسون در شهر نیویورک تأسیس شد. در ابتدا فعالیت خود را به عنوان یک واردکننده و عمده فروش داروهای گیاهی آغاز نمود. سپس به منظور توسعه این شرکت، شریک سوم؛ بنام دانیل رابینز نیز، به آن‌ها پیوست. پس از مرگ اُلکوت در سال ۱۸۵۳ این شرکت به مک‌کسون & رابینز McKesson & Robbins تغییر نام داد.
این شرکت از یکی از بدنام‌ترین رسوایی‌های اقتصادی قرن بیستم با موفقیت خارج شد، ولی در پی رسوایی رابینز، دو شرکت در سال ۱۹۳۸ تفکیک شدند، سپس مک‌کسان به‌طور جدا گانه، تحت نام «مک‌کسان» به فعالیت خود ادامه داد. این رویداد منجر به تغییرات عمده‌ای در استانداردهای حسابرسی آمریکا گردید…
در سال ۱۹۹۹، مک‌کسان اقدام به خرید بخش سیستم‌های اطلاعاتی پزشکی شرکت اچ‌بی‌او HBO که اچ‌بی‌اوسی HBOC نام داشت، نمود. سپس دو شرکت با هم ادغام شده و شرکت جدید، مک‌کسون اچ‌بی‌اوسی McKessonHBOC نام گرفت.
بی نظمی‌های حسابداری در اچ‌بی‌اوسی، قیمت سهام این شرکت را به نصف کاهش داد و منجر به اخراج بسیاری از مدیران اچ‌بی‌اوسی گردید. سپس در سال ۲۰۰۱ در پی جدا شدن دو شرکت، بار دیگر نام این کمپانی به «مک‌کسان» تغییر یافت.
مک‌کسان کورپوریشن، علاوه بر ایالات متحده، دارای دفاتر و شعب بسیاری در سراسر آمریکای شمالی، استرالیا، ایرلند، فرانسه، هلند و انگلستان می‌باشد. در حال حاضر مک‌کسان، یکی از قدیمی‌ترین شرکت‌های تجاری در ایالات متحده شمرده می‌شود.

## تاریخچه
تاریخچه شرکت «مک کسان» به زمانی بازمی‌گردد که ارائه خدمات بهداشتی به شکل سازمان یافته، به تازگی در ایالات متحده آغاز شده بود. این شرکت که در سال ۱۸۳۳ توسط «جان مک کسان» و «چارلز اولکات» در نیویورک تأسیس شد، در ابتدا بر واردات و عمده فروشی داروهای درمانی و مواد شیمیایی از کشورهای تولیدکننده این محصولات متمرکز بود.
این شرکت که کار خود را از یک مغازه کوچک واقع در منطقه شرکت‌های مالی نیویورک شروع کرده بود، به سرعت شروع به پیشرفت کرد. آن سال‌ها دورانی بود که دریانوردی و حمل‌ونقل کالاها با کشتی آمریکا را با دنیای جدید تجارت جهانی آشنا می‌کرد. «مک کسان» و «اولکات» با پر کردن کشتی‌ها از صندوق‌های مواد دارویی کسب و کار رو به رشد را بنا نهادند. واردات دارو از اروپا و واردات گیاهان دارویی، ریشه‌های گیاهی و ادویه جات به دست آمده از پنسیلوانیا از طریق این کشتی‌ها میسر می‌شد.
دو شریک پس از مدت کوتاهی از شروع کار، شخصی به نام دانیل رابینز را به عنوان دستیار استخدام کردند. رابینز به زودی به یکی از شرکای شرکت تبدیل شد. پس از اینکه اولکات در سال ۱۸۵۳ در گذشت، شرکت به «مک کسان و رابینز» تغییر نام داد. شرکت در آن زمان به هفده ایالت آمریکا از ورمانت گرفته تا کالیفرنیا محصولات دارویی توزیع می‌کرد.
در سال ۱۸۵۵ شرکت به یکی از اولین عمده فروشان دارو تبدیل شد که به تولید دارو نیز روی آورده بود. داروهای تولیدی «مک کسان و رابینز» به زودی در سراسر جهان شناخته شدند و شرکت برای اقدامات نوآورانه و پیشگامی در صنعت، مدال‌ها و جوایز زیادی دریافت کرد. گسترش مرزها در قرن بیستم در سال‌های اولیه قرن بیستم «مک کسان و رابینز» یک تصمیم استراتژیک اتخاذ کرد که از اهمیت ویژه‌ای برخوردار بود. این شرکت تصمیم گرفت برخی عمده فروشی‌های باسابقه را به شعب خود تبدیل کند و برای متقاعد کردن آنها، شروع به مذاکره کرد. به این ترتیب شرکت تصمیم داشت به یک عمده فروشی ملی دارو تبدیل شود. این اقدام «مک کسان و رابینز» را به توزیع‌کننده پیشرو مواد دارویی در ایالات متحده تبدیل کرد. این اقدام همچنین موجب تغییر تمرکز شرکت به توزیع کالاهایی خارج از حیطه محصولات بهداشتی شد.
در دهه ۱۹۶۰ شرکت تمرکز بر توزیع را ادامه داد و با شرکت «فورموست دایریز» در سانفرانسیسکو ادغام شد. به این ترتیب شرکت «فورموست مک کسان» به وجود آمد. شرکت جدید چهار حوزه اصلی عملیاتی داشت که عبارت بودند از: مواد دارویی، مواد غذایی، نوشیدنی و مواد شیمیایی.
«فورموست مک کسان» به بزرگ‌ترین توزیع‌کننده دارو، نوشیدنی و مواد شیمیایی تبدیل شد. همچنین این شرکت بزرگ‌ترین تولیدکننده آب معدنی، شرکتی پیشرو در زمینه محصولات لبنی تازه و شرکتی با عملکرد فرامنطقه‌ای در زمینه توزیع تجهیزات بیمارستانی و آزمایشگاهی بود.
مک‌کسان در دهه‌های هشتاد و نود میلادی تصمیم گرفت تا بار دیگر بر محصولات بهداشتی تمرکز کند و کسب و کارهای نامرتبطی چون لبنیات، مواد شیمیایی و نوشیدنی را متوقف کرد. در این زمان «مک کسان» شرکت «مراقبت‌های بهداشتی اتومیتد» را تصاحب کرد. شرکت همچنین HBO & Company را به قیمت ۱۴ میلیارد دلار در بازار سهام به تصاحب خود درآورد و به این ترتیب بزرگ‌ترین شرکت ارائه خدمات مراقبت بهداشتی جهان تشکیل شد. در سال ۲۰۰۰ شرکت فعالیت تنها دارایی غیرمرتبط خود به محصولات بهداشتی یعنی شرکت «آب معدنی مک کسان» را نیز متوقف کرد.
وضعیت امروز شرکت «مک کسان» در سال ۲۰۱۱ با درآمد ۱۰۶٫۶ میلیارد دلار، در فهرست فورچون ۵۰۰ رتبه ۱۴ را کسب کرده‌است. این شرکت امروزه ارائه‌کننده داروهای حیاتی، تجهیزات پزشکی و راه‌حل‌های فناوری اطلاعات در زمینه مراقبت‌های بهداشتی است و از این طریق بر زندگی و سلامت بیماران در بسیاری از کشورهای جهان تأثیرگذار است. این شرکت امروزه بیشترین تعداد مشتری را در صنعت مراقبت‌های بهداشتی داراست، به‌طوری که ۲۰۰۰۰۰ پزشک، ۲۶۰۰۰ داروخانه خرده فروشی، ۱۰۰۰۰ مرکز مراقبت‌های بلندمدت پزشکی، ۵۰۰۰ بیمارستان، ۲۰۰۰ تولیدکننده کالاهای پزشکی و اورژانس و شمار زیادی از آژانس‌های ارائه دهنده مراقبت‌های پزشکی در منزل و تولیدکنندگان محصولات داروخانه‌ای مشتری این شرکت هستند. از مشتریان به نام این شرکت می‌توان به فروشگاه‌های زنجیره‌ای وال‌مارت و ارتش آمریکا اشاره کرد.
این شرکت در جریان بحران اقتصادی بسیار قدرتمند عمل کرد؛ به طوری که رتبه آن در استاندارد اندپورز (شاخصی که از سال ۱۹۵۷ مورد استفاده قرار گرفت و از قیمت سهام ۵۰۰ شرکت بزرگ که در دو بازار عمده سهام ایالات متحده داد و ستد می‌شوند، به دست می‌آید) ارتقا یافت. مک کسان امروزه در حدود ۵/۴ میلیون محصول در روز تولید می‌کند و در حال توسعه فعالیت‌های خود به حوزه‌هایی چون دیجیتالی کردن پرونده پزشکی بیماران است.